# Hyalonema conus
Hyalonema conus är en svampdjursart som beskrevs av Schulze 1886. Hyalonema conus ingår i släktet Hyalonema och familjen Hyalonematidae. Inga underarter finns listade i Catalogue of Life.